# Interprétation du patrimoine
Pour les articles homonymes, voir Interprétation.
L'interprétation du patrimoine est une forme particulière de médiation dont le champ d'application est lié aux notions de patrimoine naturel et de patrimoine culturel. Il s'agit d'une doctrine anglo-saxonne liée initialement à la visite des parcs nationaux américains, encadrée par des guides spécialisés, afin de faire comprendre un patrimoine naturel ou historique. Ses principes ont été formalisés par le journaliste Freeman Tilden, en 1957, dans un ouvrage devenu une référence : « Interpreting our Heritage ». L'interprétation postule que la seule contemplation ou l'information scientifique ne peut conduire à la compréhension d'un lieu et à la satisfaction des attentes de ses visiteurs. Il faut un guide, un traducteur, un interprète, pour révéler le sens caché de ce qui est immédiatement visible. L'interprétation vise alors à impliquer le visiteur par l'expérience et l'émotion pour que ce dernier comprenne, apprécie et, in fine, protège ce qui est interprété.

## Définitions
- Freeman Tilden (1957) :

« L'interprétation du patrimoine est une activité éducative qui vise à révéler des significations et des relations grâce à l'utilisation d'objets originaux, par l'expérience personnelle, et par les médias illustratifs, plutôt que de simplement de communiquer des informations factuelles. »

- La Charte d'Ename (2007) du Comité scientifique de l'ICOMOS sur l’interprétation et la présentation :

« l’interprétation renvoie à l’ensemble des activités potentielles destinées à augmenter la conscience publique et à renforcer sa compréhension du site culturel patrimonial. Ceci peut inclure des publications, des conférences, des installations sur site, des programmes éducatifs, des activités communautaires ainsi que la recherche, la formation et l’évaluation permanente du processus même d’interprétation. »

- L’Office québécois de la langue française :

« l’interprétation consiste à transmettre de l’information aux clients, de manière à leur faire comprendre, apprécier et respecter divers éléments du patrimoine naturel et culturel »

## Principes de Tilden
Dans « Interpreting our Heritage », Tilden identifie six grands principes d’interprétation :
1. Toute interprétation qui ne s'appuie pas sur un trait de personnalité ou sur l'expérience du visiteur est inutile.
2. L'information, en tant que telle, n'est pas de l'interprétation. L'interprétation est une révélation basée sur des informations.
3. Que le patrimoine soit scientifique, historique ou architecturale, son interprétation est un art qui en combine de nombreux autres.
4. Le but principal de l'interprétation n'est pas d'instruire mais de provoquer et éveiller la curiosité.
5. L'interprétation vise à présenter un ensemble plutôt qu'une partie, et s'adresse à l'être humain dans sa globalité plutôt qu'à un seul de ses sens ou une seule de ses caractéristiques.
6. L'interprétation destinée aux enfants ne doit pas être une dilution de celle destinée aux adultes. Pour donner des résultats, elle devra avoir été conçue selon une approche fondamentalement distincte et adaptée à ce public[6].

Il les explicite selon les 5 énoncés suivants :
1. Se demander pourquoi les visiteurs viennent et ce qu'ils attendent du site
2. Offrir un tout plutôt qu'une partie
3. Ancrer une révélation dans la personnalité des visiteurs
4. Couler la matière brute dans des formes artistiques
5. Se garder de tout excès

Le premier énoncé invite à se mettre à la place des visiteurs en essayant d'éliminer nos particularités culturelles de cette analyse. Le concepteur de la visite doit faire preuve d'empathie et tenter de répondre à la question « Pourquoi sont-ils venus ? ».
Le deuxième énoncé évoque le fait que nous retenons plus facilement une histoire construite plutôt qu'une multitude d'éléments séparés sans liens entre eux.
Le troisième énoncé propose de s'appuyer sur la personnalité des visiteurs pour leur parler avec les mots qu'ils comprendront le mieux. Il faut utiliser des éléments familiers et faire des analogies avec la vie quotidienne pour permettre au visiteur de se projeter dans le site qu'il visite. Tant que faire se peut, pour toucher un maximum de personnes, il faut appuyer la démarche sur des éléments non circonstanciés de la personnalité de chacun, des éléments communément partagés et qui ne sont donc pas liés aux origines géographiques, à des références générationnelles ou à une activité professionnelle.
Le quatrième énoncé propose d'utiliser l'ensemble des connaissances pour construire une « œuvre artistique » afin de livrer au visiteur un objet accessible et non une somme de renseignements « universitaires ». Il invite également à une certaine provocation devant amener le visiteur à aller plus loin.
Le cinquième énoncé rappelle que trop ou trop peu d'informations nuit à l'appropriation du site par le visiteur. De même, un objet trop artistique nuit à la compréhension du visiteur.

## Illustration du concept
L’objectif des plans d’interprétation à vocation touristique est, à partir d’une analyse des richesses patrimoniales et naturelles, d’identifier les atouts d’un site ou d’une vallée. Les parcs nationaux et parcs naturels régionaux multiplient ce type d’initiative. Le plan d’interprétation permet de structurer une image propre à un territoire (par exemple une vallée), en prenant en compte toutes les données (économiques, humaines, patrimoine naturel et culturel). Cette image, une fois identifiée, est destinée à devenir un élément de notoriété et un support d’aménagement et de communication pour l’ensemble des acteurs. Elle donnera aux gestionnaires les moyens de retenir les meilleures options dans leurs projets de développement. Ensuite, l’ensemble des partenaires du développement de la vallée définit la stratégie et les actions à conduire autour de cette image.
Autre exemple : Pour amener un visiteur à appréhender l'eau, on peut présenter deux démarches :
- une démarche classique et scientifique : on présente aux visiteurs un article encyclopédique comme celui-ci.
- une démarche d'interprétation : on présente une boîte fermée dans laquelle on est amené à mettre la main pour sentir le contact avec cet élément, puis on invite le visiteur dans une pièce reconstituant une ambiance de pluie avec une « douche » et les bruits des gouttes qui tombent sur le sol, la végétation ou un toit. Ces démarches peuvent être accompagnées ou non d'éléments plus cognitifs.

## Difficulté sémantique
Comme l'illustrent bien les exemples précédents, la notion « d'interprétation » est devenue de plus en plus floue et englobante : entre information, pédagogie, planification, valorisation patrimoniale et touristique, etc. Les « principes » qui en font la spécificité ne sont pas toujours perceptibles dans l'analyse des réalisations. Pourtant, et même en considérant qu'il est normal que cette notion évolue depuis sa formalisation par Tilden au siècle dernier, sa caractérisation passe par : 
- la mise en valeur par la spécificité du lieu ("nulle part ailleurs..."),
- l'accroche immédiate au public destinataire (ça "lui" parle, personnellement, ça le fait réagir...),
- l'intégration dans la culture et la société locale ("allez le voir, je vous le recommande...ça parle vraiment de chez nous"),
- le déploiement d'un fil conducteur englobant, dans une seule thématique, diverses approches et faisant appel à plusieurs types "d'intelligence" (affective, visuelle, kinesthésique, poétique, humoristique, etc.) ainsi qu'à la perception par les cinq sens,
- enfin, une réalisation faisant appel à des compétences diversifiées (artistiques, littéraires, pratiques, techniques, etc.).

Un aménagement ne présentera jamais toutes les caractéristiques de l'interprétation (ainsi définie), mais un projet qui ne vise pas ces cibles-là a toutes les chances de passer à côté du sujet quant à l'efficacité supposée de cette technique vis-à-vis de publics diversifiés.